# Marcillac-Vallon
Marcillac-Vallon is een gemeente in het Franse departement Aveyron (regio Occitanie). De plaats maakt deel uit van het arrondissement Rodez. Marcillac-Vallon telde op 1 januari 2022 1.714 inwoners.

## Geografie
De oppervlakte van Marcillac-Vallon bedroeg op 1 januari 2022 14,59 vierkante kilometer; de bevolkingsdichtheid was toen 117,5 inwoners per km².
De onderstaande kaart toont de ligging van Marcillac-Vallon met de belangrijkste infrastructuur en aangrenzende gemeenten.

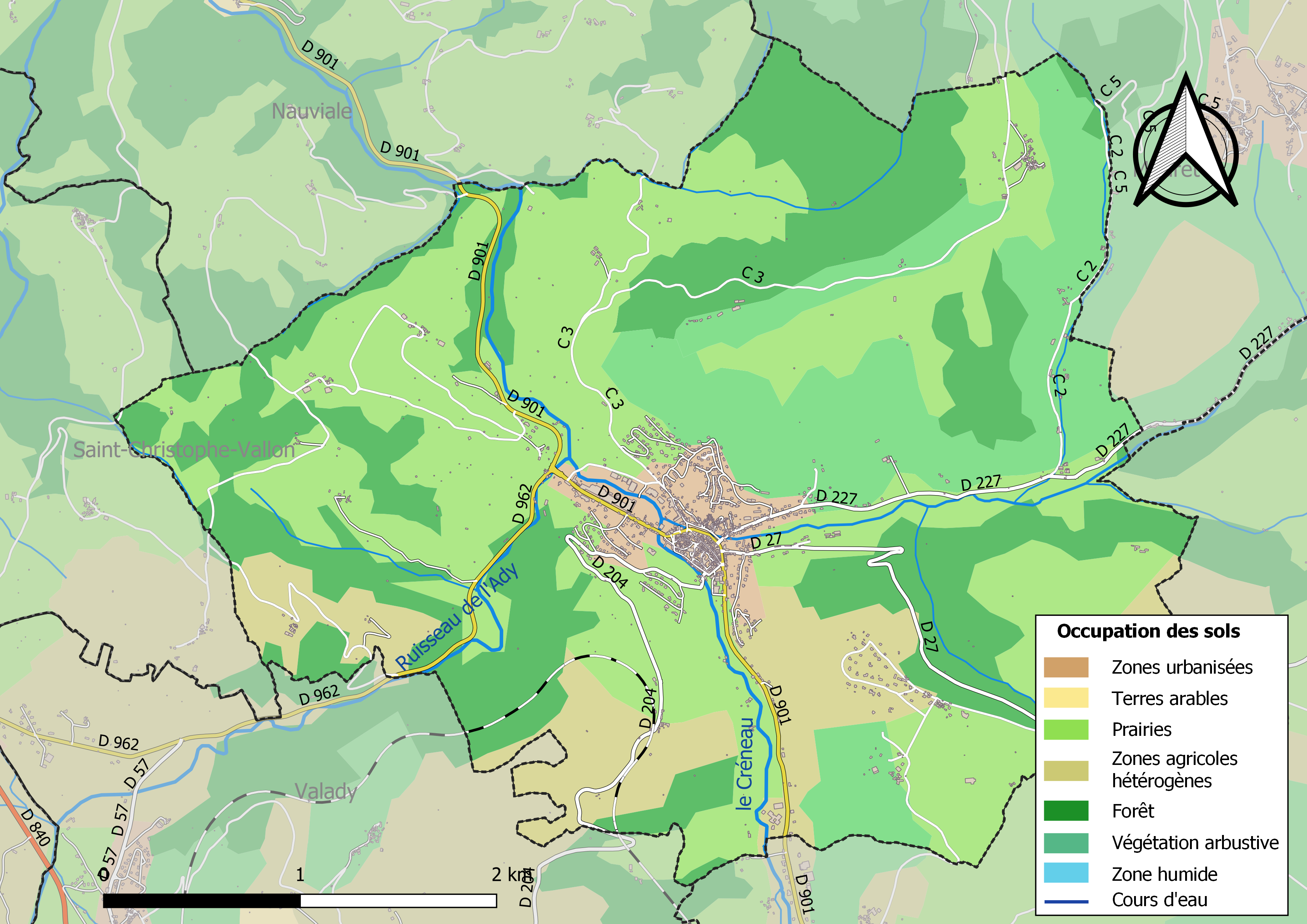

## Demografie
Onderstaande figuur toont het verloop van het inwonertal (bron: INSEE-tellingen).

Vanwege een beveiligingsprobleem met de MediaWiki Graph-software is het momenteel niet mogelijk deze grafiek weer te geven. Zodra de software is bijgewerkt zal de grafiek vanzelf weer zichtbaar worden.